# Liste der Kulturgüter in Saas-Fee
Die Liste der Kulturgüter in Saas-Fee enthält alle Objekte in der Gemeinde Saas-Fee im Kanton Wallis, die gemäss der Haager Konvention zum Schutz von Kulturgut bei bewaffneten Konflikten, dem Bundesgesetz vom 20. Juni 2014 über den Schutz der Kulturgüter bei bewaffneten Konflikten sowie der Verordnung vom 29. Oktober 2014 über den Schutz der Kulturgüter bei bewaffneten Konflikten unter Schutz stehen.
Objekte der Kategorie A sind im Gemeindegebiet nicht ausgewiesen, Objekte der Kategorie B sind vollständig in der Liste enthalten, Objekte der Kategorie C fehlen zurzeit (Stand: 1. Januar 2023).

## Kulturgüter
| Foto |                                                                                     | Objekt                                                   | Kat. | Typ | Standort                          | Beschreibung |
| ---- | ----------------------------------------------------------------------------------- | -------------------------------------------------------- | ---- | --- | --------------------------------- | ------------ |
| ja   | Datei hochladen · Wikidata zu Kapelle zur Hohen Stiege, mit Kapellenweg (Q29892439) | Kapelle zur Hohen Stiege, mit Kapellenweg KGS-Nr.: 06970 | B    | G   | Kapellenweg 48 638299 / 106649    |              |
| BW   | Datei hochladen · Wikidata zu Kapelle St. Josef (Q121322606)                        | Kapelle St. Josef KGS-Nr.: 17347                         | B    | G   | Kantonsstrasse 38 638302 / 107512 |              |
| ja   | Datei hochladen · Wikidata zu Herz-Jesu-Kirche (Q55412337)                          | Kirche Herz Jesu KGS-Nr.: 17348                          | B    | G   | Dorfplatz 5 637572 / 106304       |              |